# Giuseppe Zeni
Giuseppe Zeni (Magasa, 5 febbraio 1912 – Gavardo, 25 novembre 2007) è stato un botanico italiano.

## Biografia
Nato a Magasa nel 1912, Giuseppe Zeni frequentò le scuole locali,  quando, regnando Francesco Giuseppe I d'Asburgo,  l'educazione asburgica prevedeva la scolarizzazione fino al 14º anno d'età. A 16 anni lavorò in Francia, a Digione: qui frequentò la scuola per emigranti ed apprese la lingua francese e le basi della contabilità.
Nel 1940, alla vigilia della seconda guerra mondiale, rimpatriò a Magasa. Fu responsabile fino al 1943 di gruppi di agricoltori bresciani in Germania, frequentando le scuole per la lingua tedesca a Luneburgo, in Sassonia. 
Ritornato in Italia, a Magasa, dal 1943 al 1959, anno in cui fu assunto dalla ditta Falsura in qualità di contabile e di responsabile degli spacci aziendali, e poi ancora emigrante in Svizzera. Nel 1969 si stabilì definitivamente a Magasa dedicandosi allo studio della flora locale.
Giuseppe Zeni nell'aprile del 1945 ricoprì la carica di presidente del locale Comitato di Liberazione Nazionale, commissario prefettizio del Comune di Magasa subito dopo la Liberazione e fu eletto sindaco per tre ininterrotte legislature, dal 1948 fino al 1960.

## Il botanico
“A 13 anni, invitato dalla proprietaria dell'albergo di Magasa, accompagnavo gruppi di botanici tedeschi e austriaci sul monte Tombea. Portavo i loro zaini ed ascoltavo. Li sentivo parlare di fiori, ma io non ne sapevo niente e provavo rabbia a non capire. Forse è stato per questo che è nata in me la voglia di conoscere e capire”, così scrisse lo Zeni qualche anno fa nelle sue memorie. 
La formazione di botanico autodidatta lo portò negli anni a venire ad analizzare e catalogare oltre la flora della Francia e della Svizzera, anche quella della Valvestino, del monte Tombea a Magasa, in Trentino nel Basso Sarca e  in Val di Ledro, nel veronese sul Monte Altissimo, e infine a Sirmione.

## Scritti
- Valvestino e dintorni. Note botaniche gardesane, Biblioteca comunale di Magasa e Valvestino, 2004.
- La Valvestino e la sua meravigliosa flora, 1995.
- Assieme a Piercarlo Belotti Fiori e colori nel Parco Alto Garda Bresciano : La Valvestino, 1995.